# Шипелово
Шипелово — посёлок в Белоярском районе Свердловской области России. Входит в Белоярский муниципальный округ. Станция Свердловской железной дороги.
Ранее посёлок входил в состав Бруснятского сельсовета Белоярского района.

## География
Посёлок Шипелово расположен при одноимённой железнодорожной станции, в 7 километрах от посёлка Белоярского.

### Часовой пояс
Шипелово, как и вся Свердловская область, находится в часовой зоне МСК+2. Смещение применяемого времени относительно UTC составляет +5:00.

## Население
| 2002 | 2010 | 2021 |
| ---- | ---- | ---- |
| 42   | ↗48  | ↘39  |